# Санта Рита (Ню Мексико)
Вижте пояснителната страница за други значения на Санта Рита.
Санта Рита (на английски: Santa Rita) е град-призрак в окръг Грант, Ню Мексико, Съединените американски щати.
Намира се на 20 km източно от Силвър Сити. На мястото има функционираща мина за медна руда, която през 1940-те години обхваща и територията на града, който престава да съществува.
В Санта Рита е роден космонавтът Харисън Шмит (р. 1935).